# Юндэн
Юндэ́н (кит. упр. 永登, пиньинь Yǒngdēng) — уезд городского округа Ланьчжоу провинции Ганьсу (КНР).

## История
При империи Ранняя Лян в 316 году в этих местах был создан уезд Юндэн, вошедший в состав округа Гуанъу (广武郡). При империи Поздняя Лян уезд Юндэн был переименован в уезд Гуанъу (广武县), а при империи Западная Вэй — расформирован.
После монгольского завоевания в этих местах в 1264 году был образован уезд Чжуанлан (庄浪县).
После свержения монголов и установления власти китайской империи Мин в этих местах в 1372 году был размещён Чжуанланский караул (庄浪卫). При империи Цин он был преобразован в уезд Пинфань (平番县).
В 1928 году уезд Пинфань был переименован в Юндэн.
В 1949 году был создан Специальный район Увэй (武威专区), и уезд вошёл в его состав. В 1955 году Специальный район Цзюцюань (酒泉专区) и Специальный район Увэй были объединены в Специальный район Чжанъе (张掖专区). В 1956 году уезд Юндэн был передан в состав Специального района Динси (定西专区). В декабре 1958 года уезд Юндэн был расформирован, а его территория была передана под юрисдикцию Ланьчжоу, став районом Юндэн (永登区). В 1960 году из района Юндэн был выделен район Хунгу. В 1961 году район Юндэн был вновь преобразован в уезд Юндэн. В 1963 году уезд Юндэн был снова передан в состав специального района Увэй, но в 1970 году был опять возвращён под юрисдикцию Ланьчжоу.

## Административное деление
Уезд делится на 14 посёлков и 4 волостей.

## Экономика
В уезде активно строятся новый район Ланьчжоу и цветоводческий комплекс в межгорном бассейне Циньванчуань, где в «умных» теплицах развивается цветоводство (в 2023 году производственная мощность комплекса достигла 100 млн штук свежесрезанных цветов).